# Polizeihistorische Sammlung (Berlin)

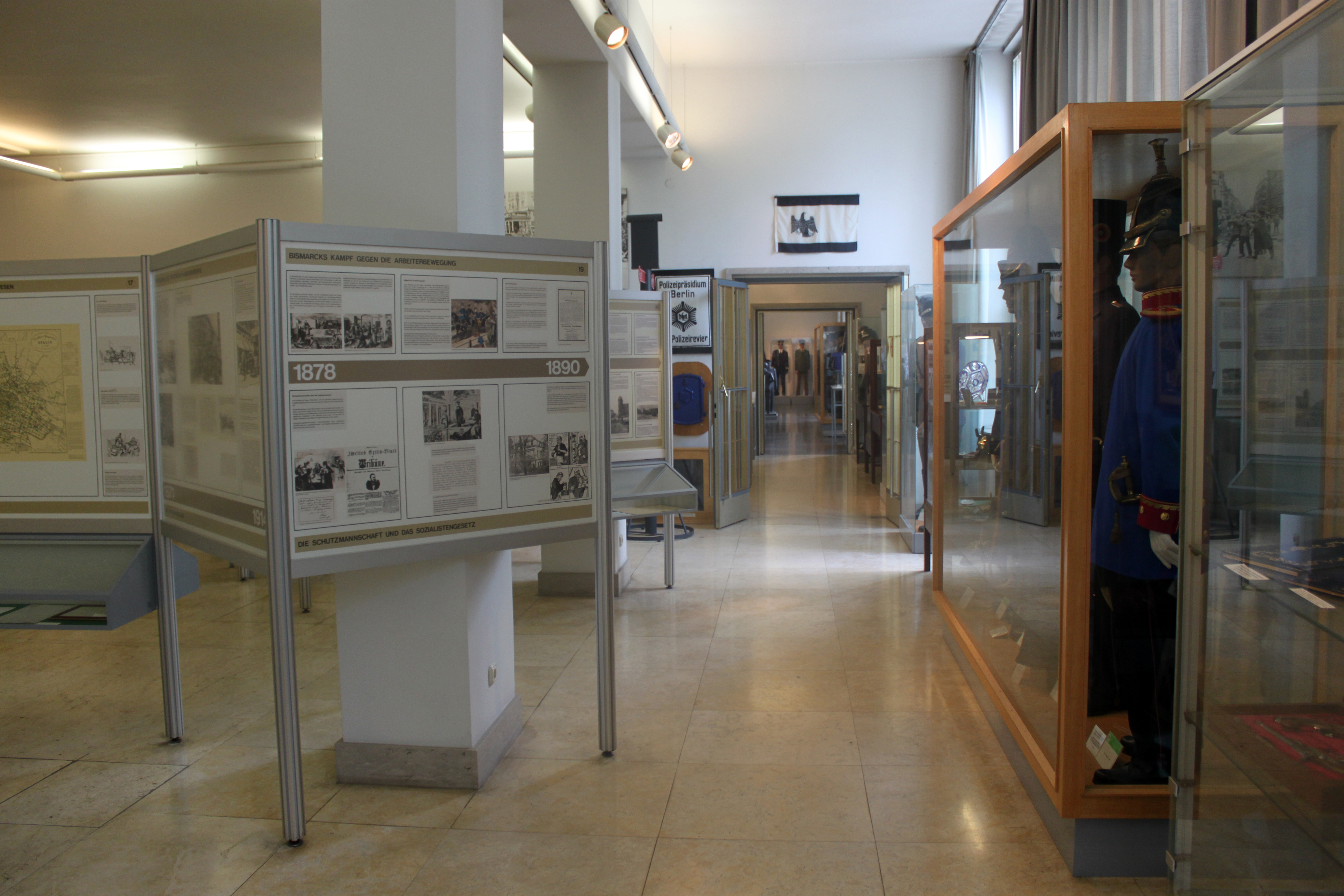
Ausstellungsräume der Sammlung

Die Polizeihistorische Sammlung Berlin ist eine ständige Ausstellung im Berliner Polizeipräsidium am Platz der Luftbrücke im Berliner Ortsteil Tempelhof. Sie wurde Anfang 1988 eröffnet und wird weitestgehend mit ehrenamtlich tätigen Mitgliedern betrieben.
Die Sammlung entstand aus der Zusammenlegung der kriminalpolizeilichen Lehrmittelsammlung in der Gothaer Straße im Ortsteil Schöneberg und dem kleinen Polizeimuseum in der Polizeischule „Joachim Lipschitz“ (heute Polizeiakademie Berlin) im Falkenhagener Feld im Bezirk Spandau. Nach der deutschen Wiedervereinigung wurde der Fundus des Volkspolizeimuseums in der Mauerstraße in Berlin-Mitte integriert.

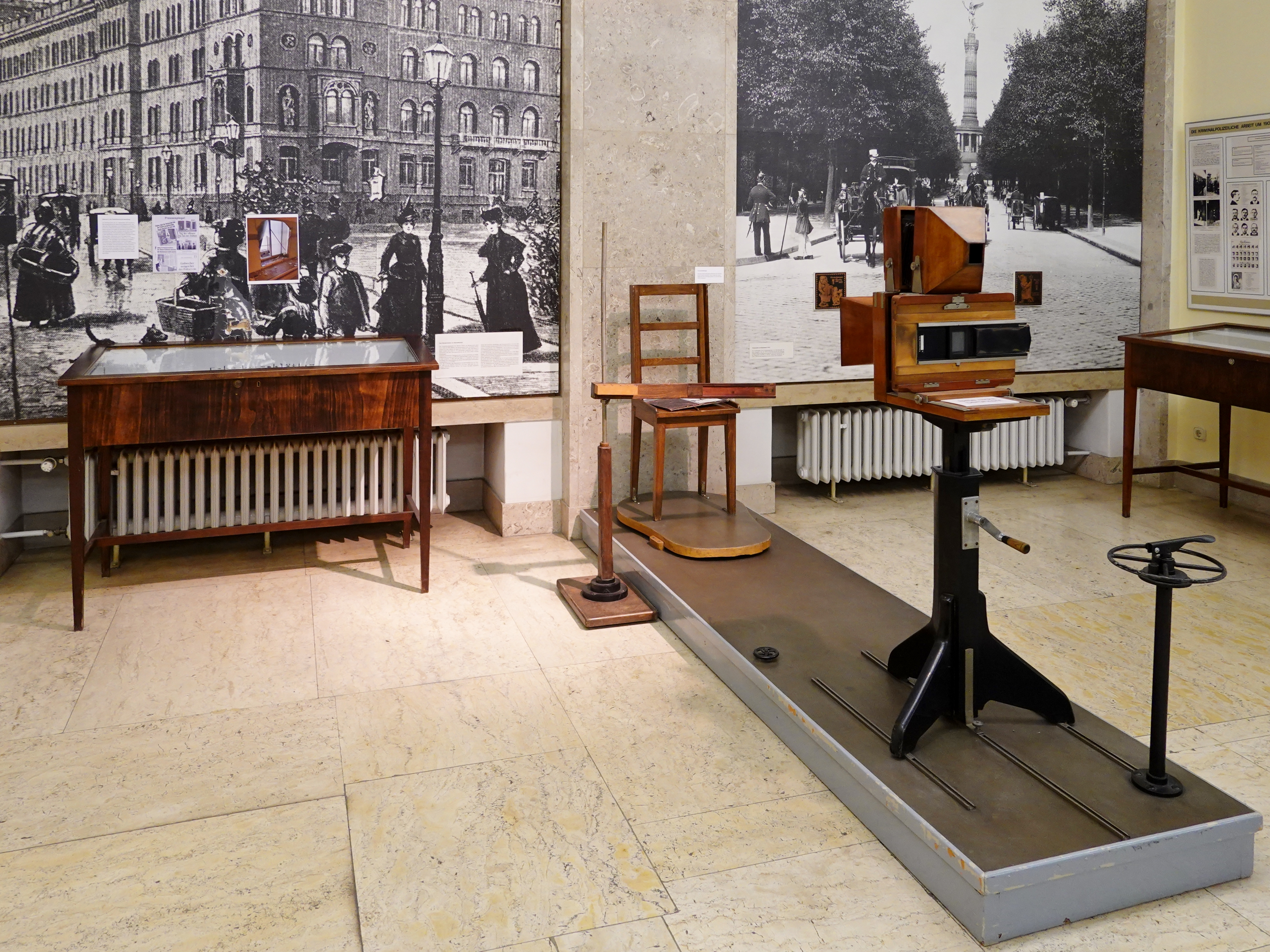
Ausstellungsstücke

Die Dauerausstellung im Polizeipräsidium präsentiert auf etwa 500 m² historische Uniformen, Arbeitsmittel, Waffen und andere Technik sowie Originaldokumente der Berliner Polizei, dokumentiert aber auch Tatwerkzeuge und Begehungsweisen außergewöhnlicher Kriminalfälle. Am Eingang der Ausstellungsräume befindet sich ein Modell des ehemaligen Verkehrsturms am Potsdamer Platz. Zum Bestand der Sammlung gehörende Fahrzeuge werden mehrmals im Jahr der Öffentlichkeit gezeigt, unter anderem beim Tag der offenen Tür der Berliner Polizei. Die über 60 historischen Polizeifahrzeuge und die 35 Kräder der bis 2013 bestehenden Motorradsportgruppe sind in Hallen der Direktion 4 in der Eiswaldtstraße in Berlin-Lankwitz untergestellt, wo sie gewartet werden und nach Anmeldung besichtigt werden können.
Historikern ist es möglich, in ein Archiv, eine Fotosammlung und eine Präsenzbibliothek Einsicht zu nehmen.